# A mensa et thoro
A mensa et thoro, dal latino letteralmente significa “dal tavolo e dal letto” era un istituto giuridico del diritto romano.
Tale istituto era una forma di separazione dei coniugi che non andava a intaccare il vincolo matrimoniale. Pertanto, cessavano gli obblighi di convivenza ed economici tra gli stessi. Inoltre, i coniugi non potevano risposarsi.
Nel diritto inglese, tale istituto è restato in vigore sino al 1857.

## Cause
L'istituto veniva applicato in tutti i casi in cui vi fosse stato un comportamento di forte violenza oppure di abbandono.